# شب بیست و نهم
شب بیست و نهم فیلمی است به کارگردانی و تهیه‌کنندگی حمید رخشانی که در زمستان سال ۱۳۶۷ در ژانر وحشت تولید شد و در سال ۱۳۶۸ به اکران عمومی درآمد. این فیلم به نویسندگی مشترک حمید رخشانی و ابراهیم منصوری می‌باشد.

## خلاصهٔ داستان
محترم و اسماعیل، مطابق یک سنت خانوادگی، از کودکی برای یکدیگر در نظر گرفته می‌شوند تا در جوانی با هم ازدواج کنند. پدر محترم، هنگام به دنیا آمدن محترم و خاک کردن جفت او، با دیدن جنی در پشت بام خانه، نگران آینده محترم می‌شود. سال‌ها بعد در تابستان ۱۳۴۲، شایعه‌ای راجع به زلزلهٔ در تهران بر سرِ زبان‌ها می‌افتد. شهر تخلیه می‌شود. محترم در راه بازگشت به خانه، جنی را بر پشت بام خانه‌شان می‌بیند و دقایقی بعد در چند متری خود در آشپزخانه با جن روبه‌رو می‌شود که با صدایی وحشتناک به سوی او می‌آید …

## بازیگران
- حسین گیل در نقش حسین علیشاه
- رضا رویگری در نقش حاج اسماعیل
- رضا رخشانی در نقش رجب پدر حاج اسماعیل
- ژیلا شاهانی (در تیتراژ با نام اعظم موسوی) در نقش معصوم مادر محترم
- مرجانه گلچین در نقش محترم
- حمیده خیرآبادی در نقش مادر حاج اسماعیل
- عصمت رضایی در نقش عاطفه
- ماندانا اصلانی در نقش زهرا خواهر عاطفه
- آنیک شفرازیان در نقش مادر معصوم
- ماندانا باباخانی درنقش صفیه زن برادر حاج اسماعیل
- حسین شهاب در نقش اکبر دایی محترم
- منصور حیدری در نقش اسی شوهر اول عاطفه
- عیسی صفایی در نقش ناظم الاطباء

امیر معاون زاده - فرهنگ پورحسینی - مریم صفایی - ناصر رودکی - مهدی قبادی - حمید رفیعی - نجف علی هادی سهی